# Piracicaba
Piracicaba est une commune brésilienne de l'État de São Paulo, située à 164 km de la capitale de l'État. Sa population était de 407 252 habitants au recensement de 2020 selon l'estimation de l'Institut brésilien de géographie et de statistiques.

## Géographie
La commune a une superficie totale de 1 378,07 km2, dont 31,57 km2 sont situés en zone urbaine et 1 346,50 km2 sont situés en zone rurale.
La rivière traversant la cité fut l'objet d'une chanson de Sergio Reis, simplement intitulée O Rio de Piracicaba. Sur ses berges, en retrait du centre économique de la municipalité, se trouve la Rua do Porto, quartier animé par ses restaurants de poissons ou ses spectacles (folklore, musique).

## Histoire
La ville de Piracicaba a été fondée en 1767, et son activité économique principale a longtemps été basée sur l'agriculture. L'importance de cette dernière augmenta au dix-neuvième siècle avec la culture de la canne à sucre et du café.
Avec le déclin de ces deux cultures lors de la première moitié du vingtième siècle, la ville de Piracicaba connu un déclin économique et une relative stagnation démographique qui ne furent enrayés qu'avec l'industrialisation précoce de la ville, grâce à l'installation d'usines de production métallurgique et de production de machines agricoles, entre autres.
Cette activité industrielle s'est intensifiée dans les années 1970 avec la priorité donnée par le gouvernement de l'époque pour la production de biocarburant, à la suite du choc pétrolier de 1973. La ville a poursuivi son industrialisation et est aujourd'hui le centre d'une région industrielle diversifiée.

## Économie
L'activité de la ville de Piracicaba est étroitement liée à l'école supérieure d'Agriculture Luiz de Queiroz (ESALQ), reconnue comme étant la plus prestigieuse du continent sud-américain. L'ESALQ est en réalité une antenne de l'université de São Paulo (USP). Elle forme des Ingénieurs agronomes de haut niveau (spécialisés en productions animales ou végétales, en préservation de l'environnement ou encore en économie agricole) mais également des docteurs en agriculture.

## Démographie
Lors du recensement de 2022 réalisé par l'Institut brésilien de géographie et de statistique (IBGE), la municipalité comptait 423 323 habitants, avec une densité de population de 307,19 habitants/km².
Selon le recensement de 2010, 178 538 habitants étaient des hommes et 186 334 des femmes. Selon ce même recensement, 355 136 habitants vivaient en zone urbaine et 9 736 en zone rurale. Selon l'estimation publiée par l'IBGE en 2020, la population municipale était de 407 252 habitants.
L'indice de développement humain municipal (IDH-M) de Piracicaba est considéré comme élevé dans la classification du Programme des Nations Unies pour le développement (PNUD). En 2010, l'indice était de 0,785, le 50e plus élevé de tout l'État de São Paulo (dans 645 municipalités) et le 92e de tout le Brésil (sur un total de 5 565 municipalités).[7] La ville a la plupart des indicateurs classés comme élevés et supérieurs à la moyenne nationale selon le PNUD.

## Médias
Au téléphonie, la ville était desservie par Telecomunicações de São Paulo. En juillet 1998, elle a été rachetée par la société espagnole Telefónica, qui a adopté la marque Vivo en 2012.
À l'heure actuelle est un opérateur de téléphonie mobile, téléphonie fixe, internet (fibre optique/4G), et télévision (satellite et câble).

## Maires
| Période | Période | Identité     | Étiquette | Qualité |
| ------- | ------- | ------------ | --------- | ------- |
| 2009    | 2012    | Barjas Negri | PSDB      |         |

## Personnalités
- Gabriel Boschilia, joueur de football
- Mazzola (1938-) footballeur brésilien, champion du monde de la Coupe du monde 1958.
- Erik Cardoso, athlète brésilien.
- Lucas Beraldo, footballeur brésilien

## Jumelages
- Amadora (Portugal)

## Religion
Le christianisme est présent dans la ville comme suit:

### Église Catholique
L'église catholique de la commune fait partie du Diocèse de Piracicaba.

### Église Protestante
Les croyances évangéliques les plus diverses sont présentes dans la ville, principalement pentecôtistes, notamment les Assemblées de Dieu brésiliennes (la plus grande église évangélique du pays),, Congrégation Chrétienne au Brésil, entre autres. Ces dénominations se développent de plus en plus dans tout le Brésil.